# Russula vinosa
Russule vineuse
Espèce
Russula vinosa, la Russule vineuse, est une espèce de la famille des Russulaceae.

## Systématique
Le nom scientifique complet (avec auteur) de ce taxon est Russula vinosa Lindblad.
Ce taxon porte en français le nom vernaculaire ou normalisé suivant : Russule vineuse,,.
Russula vinosa a pour synonymes :
- Russula decolorans var. obscura Romell
- Russula obscura (Romell) Peck
- Russula obscura Lundell
- Russula obscura Romell
- Russula punctata var. obscura (Romell) Melzer & Zvára
- Russula vinosa f. rubellipes R.Socha